# Freeheld (2007)
Freeheld ist ein US-amerikanischer Dokumentar-Kurzfilm aus dem Jahr 2007. Der Film, der sich mit der Diskriminierung homosexueller Partnerschaften befasst, wurde 2008 mit dem Oscar als Bester Dokumentar-Kurzfilm ausgezeichnet.
2015 wurde der zugrundeliegende Fall als Spielfilm mit dem Titel Freeheld – Jede Liebe ist gleich adaptiert.

## Handlung
Der Film befasst sich mit dem Fall der Polizistin Laurel Hester, die nach 23 Dienstjahren an Lungenkrebs erkrankte. Hester kämpfte in ihrem letzten Lebensjahr dafür, dass ihre Lebenspartnerin Stacie nach Hesters Tod die Pensionszahlungen erhalten würde, die einem männlichen Partner zustehen. Cynthia Wade zeigt Demonstrationen von LGBT-Aktivisten, Interviews mit Hester und Stacie sowie Ausschnitte aus öffentlichen Sitzungen, die sich mit Hesters Fall befassen. 

## Auszeichnungen und Nominierungen
- Oscarverleihung 2008: Auszeichnung als Bester Dokumentar-Kurzfilm
- Sundance Film Festival 2007: Special Jury Prize
- International Documentary Award 2007: Nominierung als Bester Dokumentar-Kurzfilm[1]